# Miyaviuta ~Dokusou~
Albums de Miyavi
MYV☆Pops
(2006) This Iz the Japanese Kabuki Rock
(2008)
Miyaviuta ~Dokusou~ est le 5e album de Miyavi, sorti sous le label PS Company et Universal Records le 13 septembre 2006 au Japon. Il arrive 25e à l'Oricon et reste classé 2 semaines.

## Liste des titres
Toutes les paroles sont écrites par Miyavi.
| 1.  | Jikoai, Jigajisan, Jiishiki, Kajou (Instrumental) (自己愛、自画自賛、自意識過剰 (Instrumental)) | 1:00 |
| 2.  | Selfish Love -Aishitekure, Aishiteru Kara- (Selfish love –愛してくれ、愛してるから–)            | 3:04 |
| 3.  | Please, Please, Please (プリーズ、プリーズ、プリーズ。)                                         | 3:10 |
| 4.  | Dear My Love...                                                                                 | 4:00 |
| 5.  | Boku wa Shitteru (僕は知ってる。)                                                               | 4:23 |
| 6.  | How to Love                                                                                     | 2:51 |
| 7.  | Baka na Hito (バカな人)                                                                         | 4:22 |
| 8.  | Kimi ni Funky Monkey Vibration (君にファンキーモンキーバイヴレーション)                         | 2:52 |
| 9.  | We Love You -Sekai wa Kimi wo Aishiteru- (We love you ～世界は君を愛してる～)                   | 4:52 |
| 10. | Aishiteru" Kara Hajime You ("愛してる"からはじめよう)                                           | 3:12 |
| 11. | Jiko Shijou Shugisha no Nare no Hate (Instrumental) (自己至上主義者の成れの果て (Instrumental)) | 2:01 |
| 12. | Are You Ready to Love?                                                                          | 3:47 |